# Борисова, Ирина Анатольевна (спортсменка)
Ирина Анатольевна Борисова (род. 26 августа 1995, Караганда) — казахстанская спортсменка, борец вольного стиля, призёр чемпионатов Азии.

## Биография
Родилась в 1995 году, воспитанница детского дома «Кулуншак». В 2010 и 2014 годах становилась чемпионкой Казахстана. В 2015 году стала серебряной призёркой чемпионата мира среди юниоров. В 2016 году стала серебряной призёркой чемпионата Азии. На чемпионате Азии 2017 года завоевала бронзовую медаль.